# Ash Ra Tempel (album)
Pour le groupe, voir Ash Ra Tempel.
Albums de Ash Ra Tempel
Schwingungen
(1972)
Ash Ra Tempel est le premier album studio du groupe allemand de krautrock Ash Ra Tempel. Il est sorti en 1971.

## Liste des pistes
| No | Titre         | Durée |
| -- | ------------- | ----- |
| 1. | Amboss        | 19:40 |
| 2. | Traummaschine | 25:24 |

## Personnel
- Manuel Göttsching : guitare
- Hartmut Enke : basse
- Klaus Schulze : batterie et percussions